# Берстайм
Берста́йм (фр. Berstheim) — коммуна на северо-востоке Франции в регионе Гранд-Эст (бывший Эльзас — Шампань — Арденны — Лотарингия), департамент Нижний Рейн, округ Агно-Висамбур, кантон Агно.
Площадь коммуны — 3,09 км², население — 365 человек (2006) с тенденцией к росту: 417 человек (2013), плотность населения — 135 чел/км².

## Население
Население коммуны в 2011 году составляло 419 человек, в 2012 году — 413 человек, а в 2013-м — 417 человек.
| 1962 | 1968 | 1975 | 1982 | 1990 | 1999 | 2006 | 2008 | 2011 | 2012 | 2013 |
| ---- | ---- | ---- | ---- | ---- | ---- | ---- | ---- | ---- | ---- | ---- |
| 228  | 231  | 243  | 264  | 310  | 357  | 365  | 369  | 419  | 413  | 417  |

Динамика населения:

## Экономика
В 2010 году из 292 человек трудоспособного возраста (от 15 до 64 лет) 234 были экономически активными, 58 — неактивными (показатель активности 80,1 %, в 1999 году — 81,9 %). Из 234 активных трудоспособных жителей работали 219 человек (113 мужчин и 106 женщин), 15 числились безработными (9 мужчин и 6 женщин). Среди 58 трудоспособных неактивных граждан 25 были учениками либо студентами, 28 — пенсионерами, а ещё 5 — были неактивны в силу других причин.